# Walter Boninsegni
Walter Boninsegni (Mestre, 27 luglio 1902 – Rimini, 3 gennaio 1991) è stato un tiratore a segno italiano.

## Biografia
Nato a Mestre nel 1902, a 30 anni partecipò ai Giochi olimpici di Los Angeles 1932, nella pistola 25 m, terminando al 4º posto con 35 punti.
Nel 1935 fu campione mondiale di pistola a fuoco rapido ai Mondiali di Roma.
L'anno successivo prese parte per la seconda volta alle Olimpiadi, quelle di Berlino 1936, di nuovo nella pistola 25 m, arrivando 6º con 29 punti.
Dopo la Guerra, a 45 anni, partecipò ai Giochi di Londra 1948, ancora nella pistola 25 m, chiudendo al 15º posto con 549 punti
Morì a 88 anni, nel 1991.

## Palmarès

### Campionati mondiali
- 1 medaglia:
  - 1 oro (Pistola a fuoco rapido a Roma 1935)